# Boto Verde e Rosa
Grêmio Recreativo Escola de Samba Acadêmicos Boto Verde e Rosa é uma escola de samba da cidade de Porto Velho, no estado brasileiro de Rondônia, que atualmente encontra-se inativa.
Era considerada uma das grandes escolas da cidade, estando no Grupo especial desde pelo menos a década de 1990.
A escola foi a primeira agremiação da sambista Francilene como diretoria; ela entrou para a diretoria quando a Boto ainda estava no grupo de acesso. A Boto Verde e Rosa foi uma das fundadoras da Liga Independente da Escolas de Samba de Rondônia 
A escola, então comandada pelo presidente Tony, perdeu o Carnaval de 1999 para a Asfaltão. O Carnaval do ano 2000 foi o último desfile da escola, um desfile considerado abaixo da crítica.